# Batalla de Cynwit
La batalla de Cynwit va tenir lloc el 878, en una fortificació que els cronistes de l'època anomenen Cynwit, probablement a la moderna localitat de Cannington, Somerset, Anglaterra. Allí els anglosaxons derrotaren seriosament les hosts vikingues liderades per Ubbe Ragnarsson, un dels tres germans al capdavant del Gran exèrcit pagà, que va morir en batalla.

## Preludi
Ubbe Ragnarsson i els seus germans Ivar el desossat i Halfdan Ragnarsson, van desembarcar a les costes angleses al capdavant del Gran exèrcit pagà. A diferència d'anteriors ràtzies vikingues que havien atacat les costes angleses anteriorment, els germans tenien el propòsit de conquerir l'illa i establir-s'hi. Segons les sagues nòrdiques, també estarien buscant venjar la mort del seu pare, el llegendari viking Ragnar Lodbrok, mort al regne de Northumberland.
Durant les seves campanyes, Ubbe va dirigir 23 naus i 200 homes a la costa de Combwich, obligant a les tropes locals a refugiar-se en un fort proper anomenat "Cynwit".

## Batalla
Ubbe i els seus van procedir a posar setge al fort, esperant que la fam i la manca d'aigua obligués als saxons a rendir-se o oferir un pagament per la seva vida, com era habitual en aquests casos. Però en aquesta ocasió, les tropes saxones liderades pel noble Odda de Devon, van organitzar una sortida que va prendre els vikings per sorpresa.
La batalla és recollida a la Crònica anglosaxona i fou important per diversos motius: 
Malgrat no estar present a la batalla, les tropes anglosaxones eren fidels a Alfred el Gran, únic sobirà saxó que seguia resistint la invasió dels vikings després de caure els regnes d'Ànglia de l'Est i Northumberland. La victòria va donar molta moral a la seva lluita.
Ubbe era un dels capitosts de l'exèrcit danès i sens dubte la seva mort va afeblir la unitat dels vikings. De fet, se sap que el seu germà Ivar va emigrar a Dublín, mentre Halfdan es dedicava a lluitar contra els pictes al nord de les seves terres.
Durant la batalla també es va capturar l'estendard danès o Estendard del corb, símbol del Gran exèrcit pagà.